# Sáh-i Zinda
A Sáh-i Zinda (üzbég: Shohizinda; perzsa: شاه زنده, az ) üzbegisztáni Szamarkandtól északnyugatra fekvő, tizenhat mauzóleumból álló  nekropolisz az Afraszijáb domb lejtőjén. Nevének jelentése: Élő uralkodó. A timurida kor építészetének egyik legjelentősebb épületegyüttese, amely egy muszlim szúfi szent, a Próféta unokaöccse, Kászim ibn Abbász  sírja köré épült, aki az iszlám terjeszkedése során itt lelte halálát 677-ben.

## Építése
A mauzóleumok Timur uralkodásának idejéből származnak, ám  a bejáratot Ulugbek építtette 1434-ben. 
A legkorábbi épület az 1334-35-ben épült Kászim ibn Abbász mauzóleuma. Itt figyelhető meg először a mázas, faragott terrakotta lapok használata. Ezt a technikát valószínűleg Északnyugat-Iránból hozhatták be a térségbe az Ilhánidák uralkodásának végén.  A mértani díszítésekkel ellátott, nyolc, eltérő színösszeállítású szelvényes kupola Timur építészeit is megihlette, több korabeli épületnél találkozni ezzel a megoldással. 
A temetkezési helyek három egységben csoportosíthatók: felső, középső és alsó építmények. 
Az épületek felső csoportja három egymással szemben álló mauzóleumból áll. A legkorábbi a Hodzsa-Ahmad mauzóleum (1340-es évek), amely az északi átjárót zárja le. A jobb oldalon található 1361-ben épült mauzóleum korlátozza az áthaladást keleti irányból. 
A középső csoport a 14. század utolsó negyedévének - a 15. század első felének mauzóleumaiból áll, és Timur rokonai, a katonái és az arisztokrácia nevével vannak ellátva. A nyugati oldalon Sadi Mulk Aga mauzóleuma, Timur unokahúgának emlékműve. A legfontosabb Csodruk Bika, Timur lánytestvéré, aki 1371-ben hunyt el. Ennek bejáratát és belső terének falfelületeit virágdíszek, feliratok és arabeszkek borítják, ezeket színes fajanszmozaikok, mázas terrakottalapok illetve cuarda seca technikával kialakított díszítőelemekből alakították ki. A kék alapszínek a jellemzők, de a zöld színek is már megjelennek. A feliratok Izz ad-Din és Samsz ad-Din építőmesterek nevét is megörökítik. 
Az alsó csoportban a leginkább arányos épületek vannak. Legfeltűnőbb a 15. század elején épült kettős kupolájú mauzóleum. Ezt Rumi Kazi Zádának szentelték, aki  tudós és csillagász volt. Ulugbek építtette a sírja fölé 1434–1435-ben, a magassága összehasonlítható a királyi család mauzóleumainak kupoláival.

## Galéria

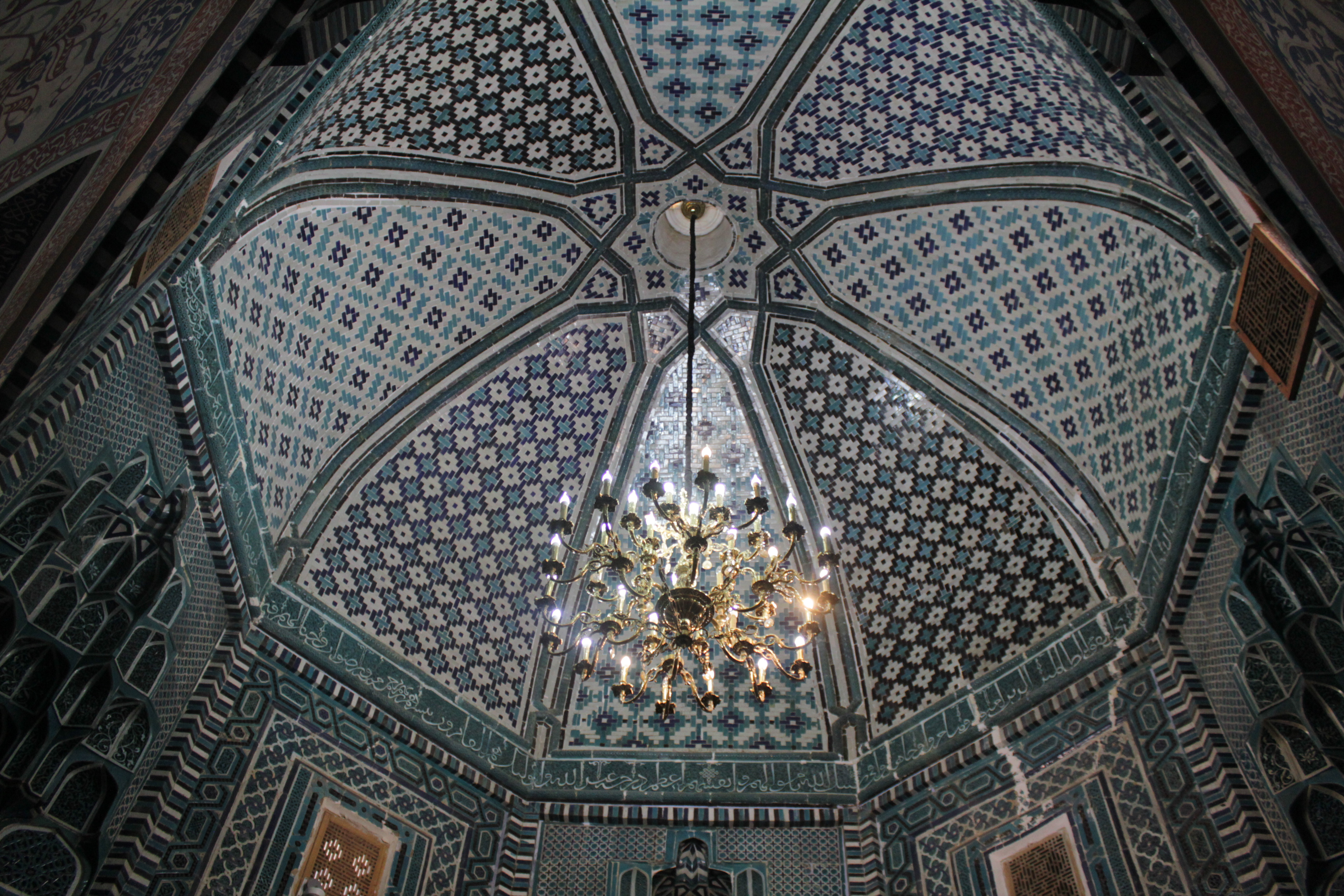
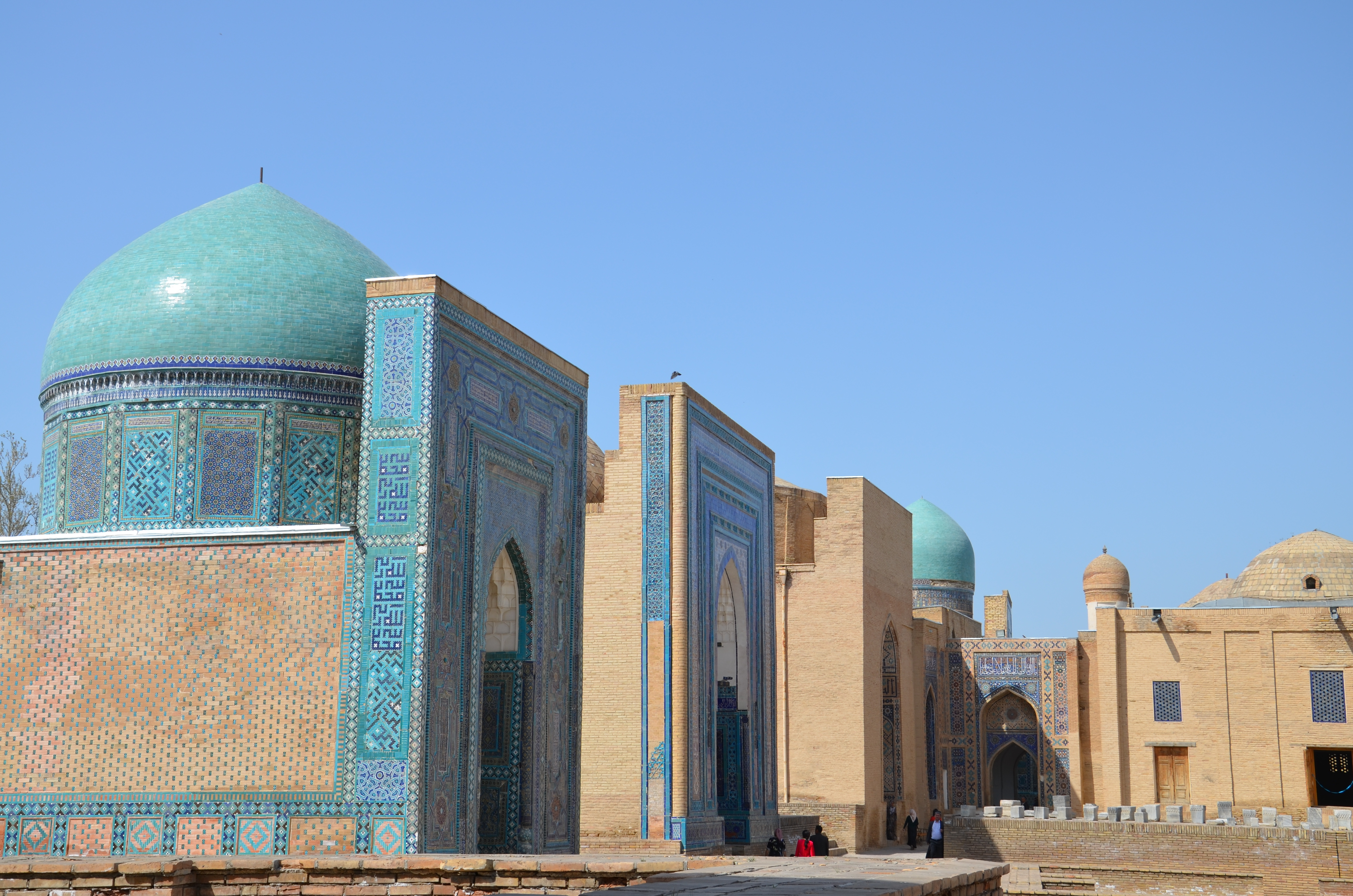
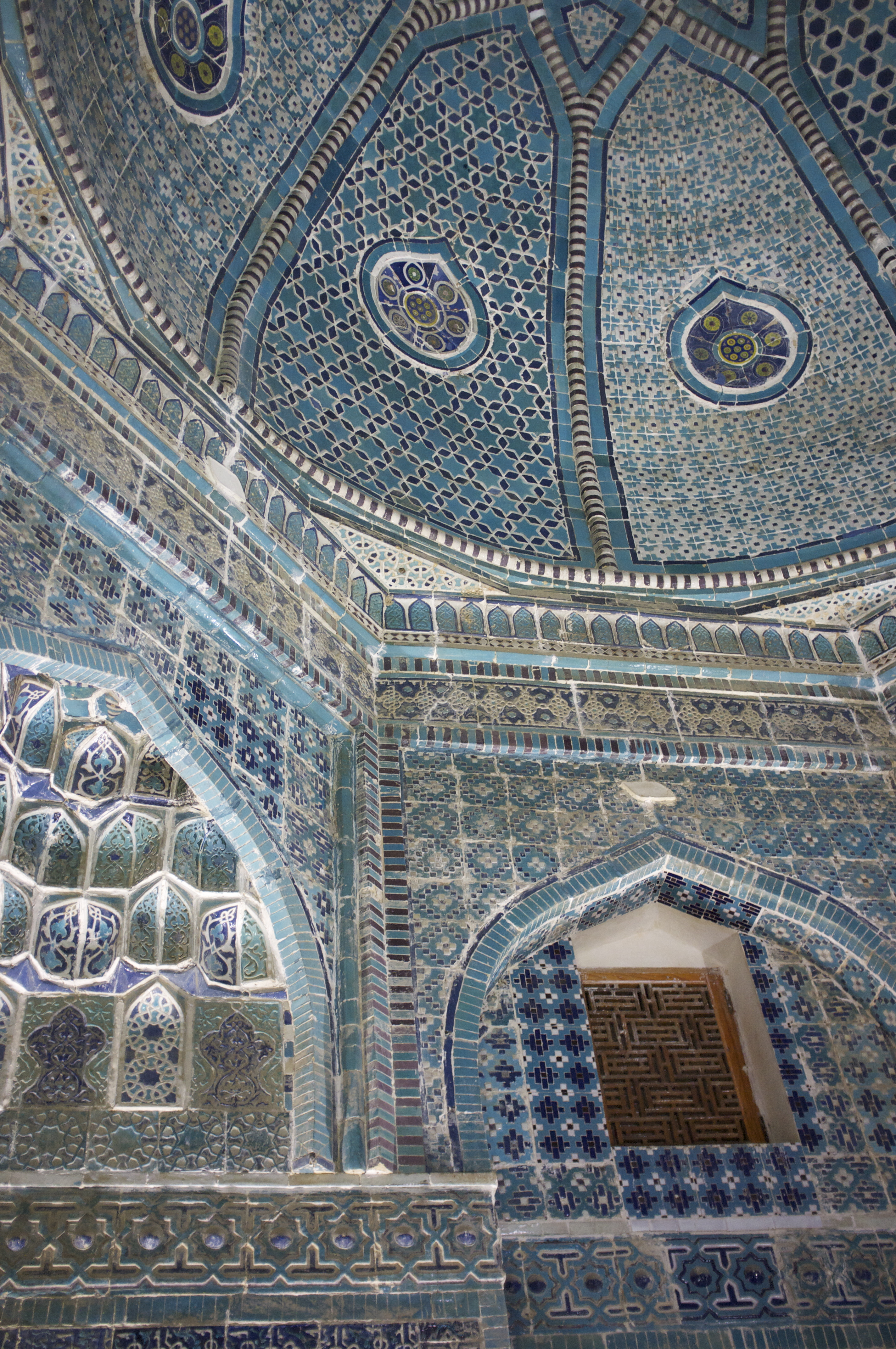
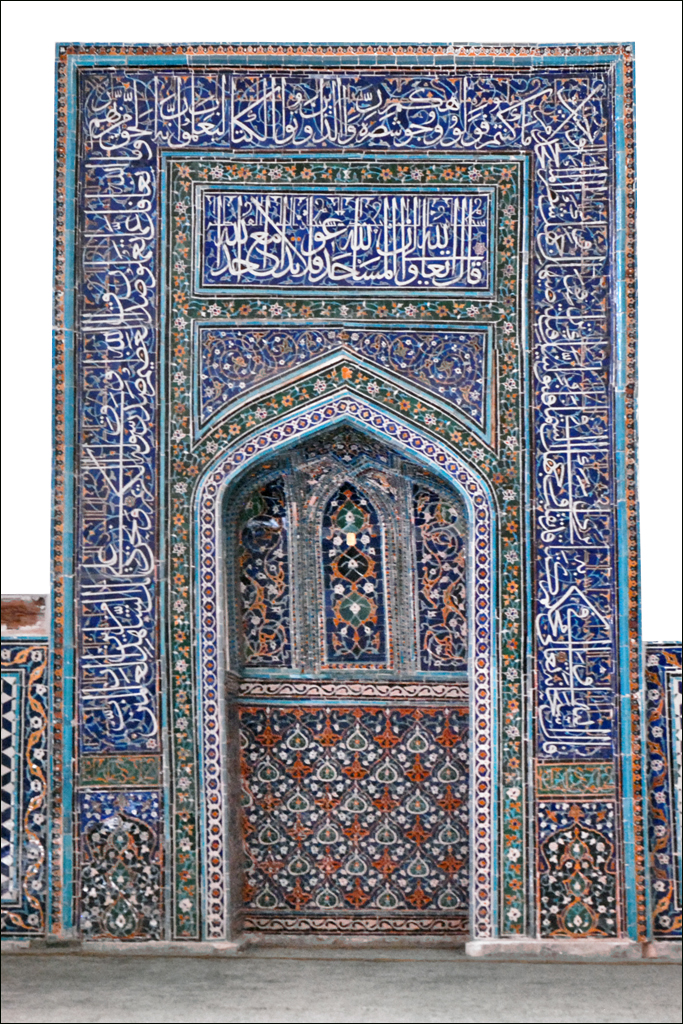
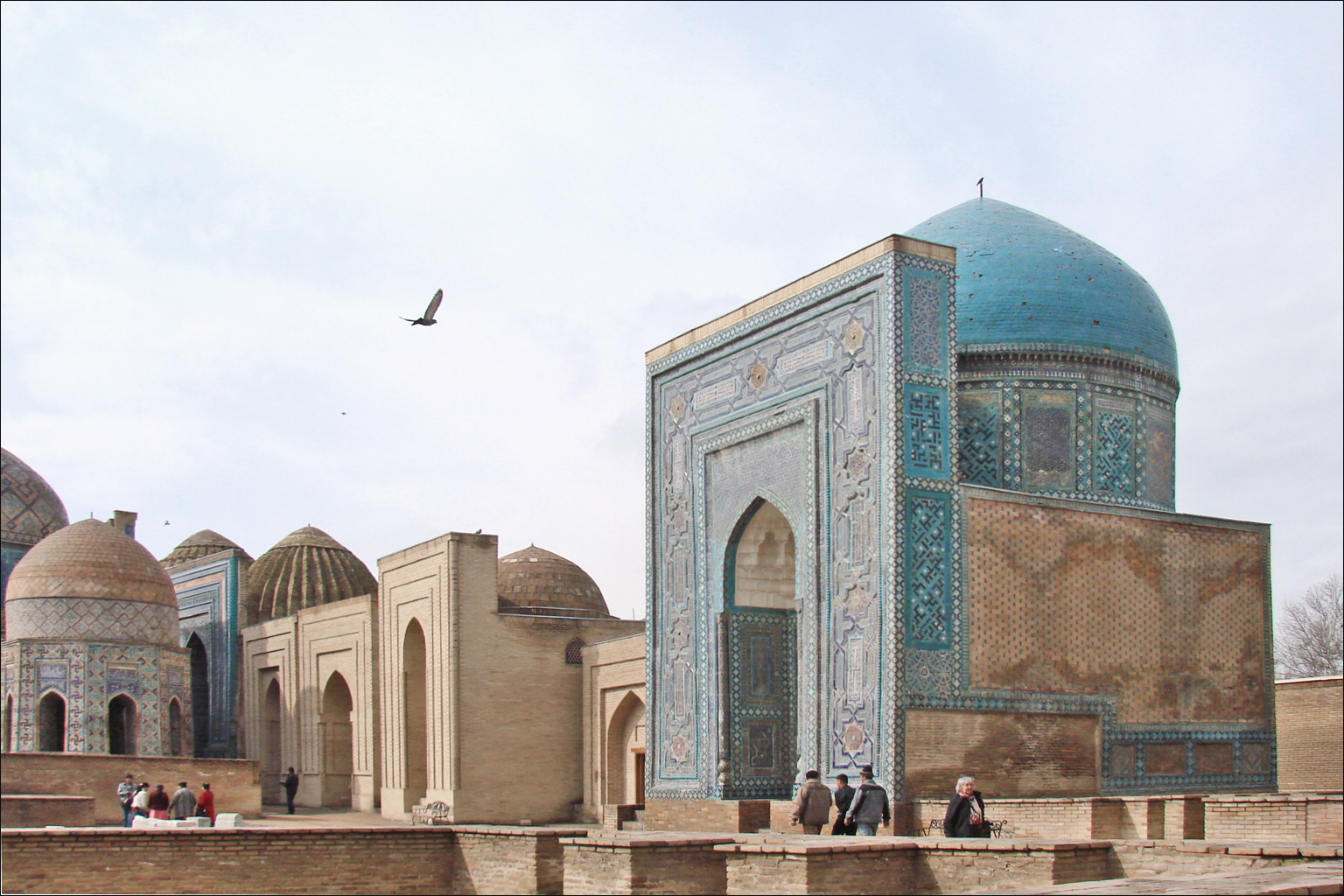
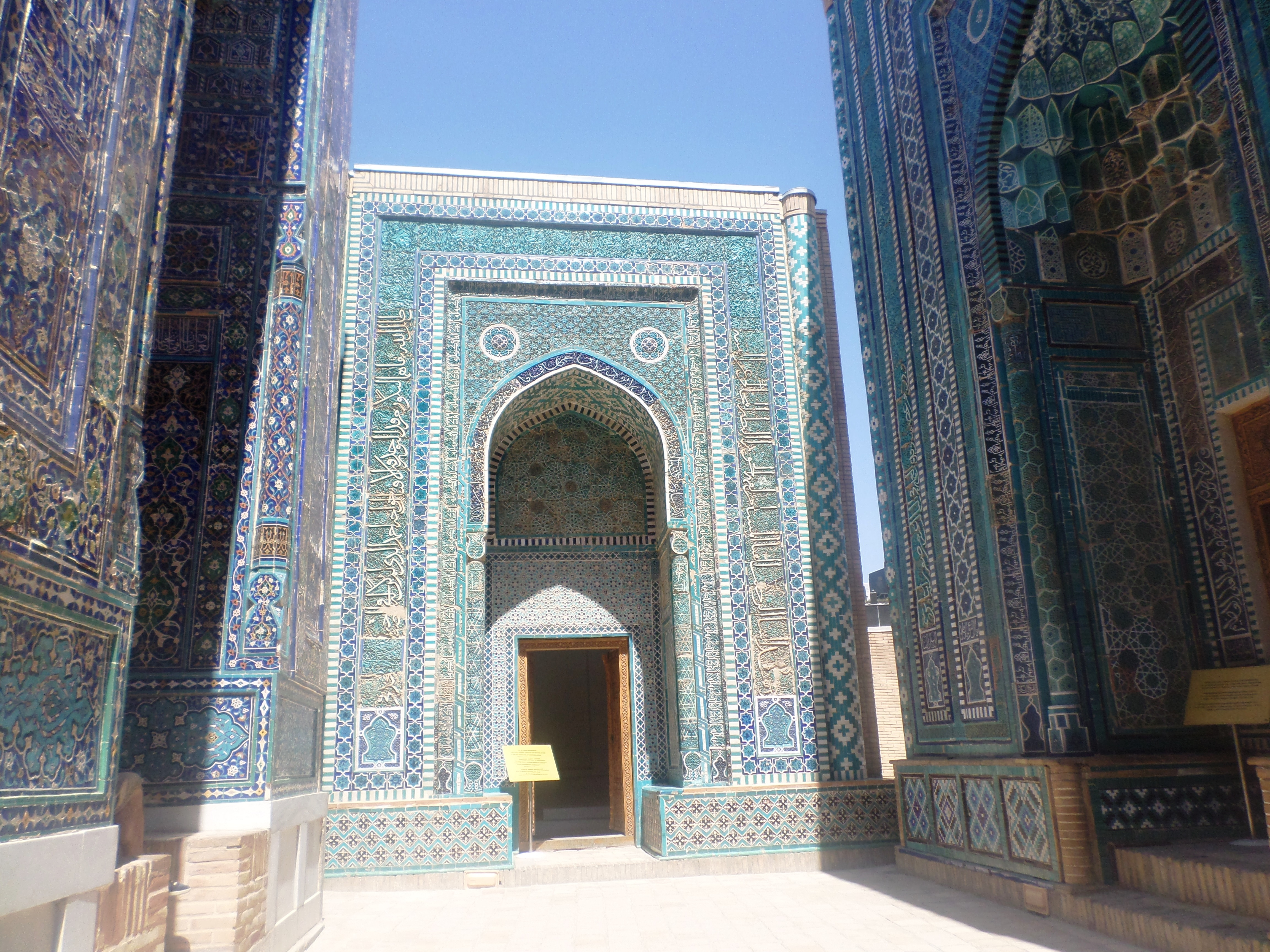